# Jacques Bourcart
Pour les articles homonymes, voir Bourcart.
Jacques Bourcart, né le 5 juillet 1891 à Guebwiller (Haut-Rhin) et mort le 24 juin 1965 à Paris, est un géologue et océanographe français, élu membre de l'Académie des sciences en 1960.

## Biographie
Il étudie d'abord la médecine, puis les sciences naturelles.
Après un service militaire chez les spahis (1913), il passe une partie de la Grande Guerre en Albanie.
Sa thèse, soutenue en 1922, porte sur Les confins albanais administrés par la France (1916-1920). Contribution à la géologie et à la géographie de l'Albanie moyenne.
De retour à Paris, il est nommé chef de travaux à la Sorbonne.
Nommé en 1925 directeur de l'Institut chérifien au Maroc, il se consacre à la géologie du Maroc.
En 1933, il devient maître de conférences à la Sorbonne. Il s'intéresse dès lors au quaternaire et à l'océanographie. Il contribue à la réalisation de la carte sous-marine de la Méditerranée occidentale. De 1955 jusqu'à sa retraite en 1961, il devient titulaire de la chaire de géographie physique de la Faculté des sciences de Paris.
Il préside la Société géologique de France durant l'année 1943.
En 1959, il est fait Officier de la Légion d'honneur
Le 28 mars 1960, il est élu membre de l'Académie des sciences, section « Géographie et navigation », où il succède à l'amiral Durand-Viel.

## Sélection de publications
- Essai sur les régressions et les transgressions marines 1938 [3]
- Les frontières de l'océan, Paris, Albin Michel, coll. « Sciences d'aujourd'hui », 1952
- Océanographie, introduction à la géologie, Paris, Centre de documentation universitaire, 1953
- Le fond des océans, Paris, PUF, coll. « Que sais-je ? » (no 621), 1954, 112 p. (BNF 31855101)
- La connaissance des profondeurs océanographiques, Paris, SEDES, coll. « Demain ? » 1964, 210 p. 51 fig.